# 小田芳男
小田 芳男（おだ よしお、1949年4月11日 - ）は、山口県出身の元プロ野球捕手。右投右打。

## 来歴・人物
山口県立萩高等学校から1967年ドラフト8位で巨人に入団。担当スカウトは木戸美摸。
高校時代は主将で捕手。通算打率3割8分。
「4年間大学に行ったつもりで」と気軽な気持ちで入団するがファームでもほとんど出番はなく、もっぱらブルペン捕手。1972年シーズン後「大学を一年落第したと思えば」と自ら退団を申し入れる。
退団後は家業の電気工事業を継ぐ。

## 詳細情報

### 年度別打撃成績
- 一軍公式戦出場なし

### 背番号
- 56 （1968年 - 1972年）